# Superball Tded99
Superball Tded99 (en tailandés: ซุปเปอร์บอล ทีเด็ด99) es un peleador de Muay Thai tailandés que actualmente compite en la categoría de peso mosca de ONE Championship.

## Carrera de Muay Thai

### ONE Championship
Superball enfrentó a Kongklai AnnyMuayThai el 17 de febrero de 2023, en ONE Friday Fights 5. Ganó la pelea por decisión unánime. Dicha victoria lo hizo de su primer premio de Actuación de la Noche.
Superball está programado para enfrentar a Kongklai AnnyMuayThai en una revancha el 31 de marzo de 2023, en ONE Friday Fights 11. Ganó la pelea por decisión unánime.

## Campeonatos y logros
- ONE Championship
  - Actuación de la Noche (Una vez) vs. Kongklai AnnyMuayThai
- Professional Boxing Association of Thailand (PAT)
  - Campeón de 122 libras de Tailandia de 2014[4]

- International Federation of Muaythai Associations
  - Campeonatos Mundiales de -63.5kg de IFMA [5]
- World Games
  - Juegos Mundiales de Muay Thai de -63.5kg de la IFMA

## Récord en Muay Thai
| Récord en Muay Thai                        | Récord en Muay Thai | Récord en Muay Thai              | Récord en Muay Thai                               | Récord en Muay Thai                  | Récord en Muay Thai               | Récord en Muay Thai | Récord en Muay Thai |
| ------------------------------------------ | ------------------- | -------------------------------- | ------------------------------------------------- | ------------------------------------ | --------------------------------- | ------------------- | ------------------- |
| 72 Victorias, 19 Derrotas, 1 Empates       |                     |                                  |                                                   |                                      |                                   |                     |                     |
| Fecha                                      | Resultado           | Oponente                         | Evento                                            | Localización                         | Método                            | Ronda               | Tiempo              |
| 31-03-2023                                 | Victoria            | Kongklai AnnyMuayThai            | ONE Friday Fights 11                              | Bangkok, Tailandia                   | Decisión (Unánime)                | 3                   | 3:00                |
| 17-02-2022                                 | Victoria            | Kongklai AnnyMuayThai            | ONE Friday Fights 5                               | Bangkok, Tailandia                   | Decisión (Unánime)                | 3                   | 3:00                |
| 2023-01-09                                 | Victoria            | PhetUtong Or.Kwanmuang           | Muay Thai Pantamit                                | Provincia de Chiang Rai, Tailandia   | KO (Patadas Bajas)                | 3                   |                     |
| 2022-05-12                                 | Victoria            | Rungkit Wor.Sanprapai            | Petchyindee, Rajadamnern Stadium                  | Bangkok, Tailandia                   | Decisión                          | 5                   | 3:00                |
| 2022-04-07                                 | Derrota             | Superlek Kiatmuu9                | Petchyindee, Rajadamnern Stadium                  | Bangkok, Tailandia                   |                                   | 5                   | 3:00                |
| Por el título de 140 libras de True4U.     |                     |                                  |                                                   |                                      |                                   |                     |                     |
| 2021-12-30                                 | Victoria            | Rungkit Wor.Sanprapai            | Muay Thai SAT Super Fight WiteetinThai            | Phuket, Tailandia                    | Decisión                          | 5                   | 3:00                |
| 2021-03-13                                 | Victoria            | Rungkao Wor.Sanprapai            | Majujaya Muay Thai, Temporary Outdoors Stadium    | Pattani, Tailandia                   | KO (Gancho de Izquierda)          | 4                   |                     |
| 2020-11-07                                 | Victoria            | Kaonar P.K. Saenchai Muaythaigym | SAT HERO SERIES, World Siam Stadium               | Bangkok, Tailandia                   | Decisión                          | 5                   | 3:00                |
| 2020-10-03                                 | Victoria            | Phet Utong Or. Kwanmuang         | Omnoi Stadium                                     | Samut Sakhon, Tailandia              | Decisión                          | 5                   | 3:00                |
| 2020-01-31                                 | Empate              | Mongkolpetch Petchyindee         | Phuket Super Fight Real Muay Thai                 | Distrito de Mueang Phuket, Tailandia | Decisión                          | 5                   | 3:00                |
| 2019-12-23                                 | Derrota             | Superlek Kiatmuu9                | Rajadamnern 74th Anniversary, Rajadamnern Stadium | Bangkok, Tailandia                   | Decisión (Unánime)                | 5                   | 3:00                |
| 2019-11-07                                 | Victoria            | Yamin PK.Saenchaimuaythaigym     | Rajadamnern Stadium                               | Bangkok, Tailandia                   | Decisión                          | 5                   | 3:00                |
| 2019-09-02                                 | Victoria            | Yamin PK.Saenchaimuaythaigym     | Rajadamnern Stadium                               | Bangkok, Tailandia                   | KO (Izquierda Recta)              | 2                   |                     |
| 2019-05-30                                 | Derrota             | Yamin PK.Saenchaimuaythaigym     | Rajadamnern Stadium                               | Bangkok, Tailandia                   | KO (Patada a la Cabeza)           | 2                   |                     |
| 2019-04-25                                 | Derrota             | Kaonar P.K.SaenchaiMuaythaiGym   | Rajadamnern Stadium                               | Bangkok, Tailandia                   | Decisión                          | 5                   | 3:00                |
| 2019-02-07                                 | Victoria            | Phet Utong Or. Kwanmuang         | Rajadamnern Stadium                               | Bangkok, Tailandia                   | Decisión                          | 5                   | 3:00                |
| 2018-12-21                                 | Victoria            | Phet Utong Or. Kwanmuang         | Rajadamnern Stadium                               | Bangkok, Tailandia                   | Decisión                          | 5                   | 3:00                |
| 2018-11-29                                 | Victoria            | Phet Utong Or. Kwanmuang         | Rajadamnern Stadium                               | Bangkok, Tailandia                   | Decisión                          | 5                   | 3:00                |
| 2018-11-07                                 | Derrota             | Kaonar P.K.SaenchaiMuaythaiGym   | Rajadamnern Stadium                               | Bangkok, Tailandia                   | Decisión                          | 5                   | 3:00                |
| 2018-10-04                                 | Victoria            | Yamin PK.Saenchaimuaythaigym     | Rajadamnern Stadium                               | Bangkok, Tailandia                   | Decisión                          | 5                   | 3:00                |
| 2018-05-23                                 | Victoria            | Yok Parunchai                    | Rajadamnern Stadium                               | Bangkok, Tailandia                   | Decisión                          | 5                   | 3:00                |
| 2016-12-22                                 | Derrota             | Kaimukkao Por.Thairongruangkamai | Rajadamnern Stadium                               | Bangkok, Tailandia                   | KO (Patada a la Cabeza)           | 4                   |                     |
| 2016-11-17                                 | Victoria            | Extra Sitworaphat                | Rajadamnern Stadium                               | Bangkok, Tailandia                   | Decisión                          | 5                   | 3:00                |
| 2016-09-29                                 | Derrota             | Bangpleenoi 96Penang             | Rajadamnern Stadium                               | Bangkok, Tailandia                   | Decisión                          | 5                   | 3:00                |
| 2016-08-29                                 | Victoria            | Jompichit Chuwattana             | Rajadamnern Stadium                               | Bangkok, Tailandia                   | Decisión                          | 5                   | 3:00                |
| 2016-06-27                                 | Victoria            | Jompichit Chuwattana             | Rajadamnern Stadium                               | Bangkok, Tailandia                   | Decisión                          | 5                   | 3:00                |
| 2016-05-30                                 | Victoria            | Jemsak Buriram                   | Rajadamnern Stadium                               | Bangkok, Tailandia                   | Decisión                          | 5                   | 3:00                |
| 2016-03-07                                 | Victoria            | Phetngam Kiatkamphon             | Rajadamnern Stadium                               | Bangkok, Tailandia                   | Decisión                          | 5                   | 3:00                |
| 2015-11-29                                 | Derrota             | Phetsongkom Sitjaroensub         |                                                   | Provincia de Chachoengsao, Tailandia | Decisión                          | 5                   | 3:00                |
| 2015-11-08                                 | Victoria            | Sit Ek Aor.Bualerd               | Rangsit Stadium                                   | Tailandia                            | Decisión                          | 5                   | 3:00                |
| 2015-09-27                                 | Victoria            | Wanchana Aor.Boonchuay           | Rangsit Stadium                                   | Tailandia                            | Decisión                          | 5                   | 3:00                |
| 2015-08-23                                 | Derrota             | Klasuek Phetjinda                | Rangsit Stadium                                   | Tailandia                            | KO                                | 3                   |                     |
| 2015-07-26                                 | Victoria            | Palangthip Nor Sripheung         | Ubon Ratchathani Boxing Stadium                   | Ubon Ratchathani, Tailandia          | Decisión                          | 5                   | 3:00                |
| 2015-05-13                                 | Victoria            | Sit Ek Aor.Bualerd               | Rajadamnern Stadium                               | Bangkok, Tailandia                   | Decisión                          | 5                   | 3:00                |
| 2015-04-02                                 | Derrota             | Songkom Sakhomsin                | Rajadamnern Stadium                               | Bangkok, Tailandia                   | Decisión                          | 5                   | 3:00                |
| 2015-03-06                                 | Victoria            | Kotchasan Wor.Wiwattananont      | Lumpinee Stadium                                  | Bangkok, Tailandia                   | Decisión                          | 5                   | 3:00                |
| 2015-01-26                                 | Victoria            | Paaeteng Kiatpolthip             | Rajadamnern Stadium                               | Bangkok, Tailandia                   | Decisión                          | 5                   | 3:00                |
| 2015-01-04                                 | Victoria            | Songkom Sakhomsin                | Rangsit Stadium                                   | Tailandia                            | Decisión                          | 5                   | 3:00                |
| 2014-11-17                                 | Derrota             | Detsakda Phukongyatsuepudomsuk   | Rajadamnern Stadium                               | Bangkok, Tailandia                   | Decisión                          | 5                   | 3:00                |
| 2014-10-09                                 | Derrota             | Surachai Nayoksanya              | Rajadamnern Stadium                               | Bangkok, Tailandia                   | KO                                | 4                   |                     |
| 2014-07-15                                 | Victoria            | Thong Puideenaidee               | Lumpinee Stadium                                  | Bangkok, Tailandia                   | Decisión                          | 5                   | 3:00                |
| 2014-06-24                                 | Victoria            | Bangpleenoi 96Penang             | Lumpinee Stadium                                  | Bangkok, Tailandia                   | TKO (Rodillazos)                  | 3                   |                     |
| 2014-05-06                                 | Derrota             | Bangpleenoi 96Penang             | Lumpinee Stadium                                  | Bangkok, Tailandia                   | Decisión                          | 5                   | 3:00                |
| 2014-04-11                                 | Victoria            | Choknumchai Sitjakong            | Rajadamnern Stadium                               | Bangkok, Tailandia                   | KO (Gancho de Izquierda)          | 2                   |                     |
| Ganó el título de 122 libras de Tailandia. |                     |                                  |                                                   |                                      |                                   |                     |                     |
| 2014-03-11                                 | Victoria            | Wanchana Aor.Boonchuay           | Lumpinee Stadium                                  | Bangkok, Tailandia                   | Decisión                          | 5                   | 3:00                |
| 2014-02-04                                 | Derrota             | Eakmongkol Kaiyanghadaogym       | Rajadamnern Stadium                               | Bangkok, Tailandia                   | KO (Barrida a Patada a la Cabeza) | 4                   |                     |
| 2014-01-07                                 | Derrota             | Teeyai Kiatchongkao              | Rajadamnern Stadium                               | Bangkok, Tailandia                   | Decisión                          | 5                   | 3:00                |